# Lane (Dakota del Sud)
Lane è un comune (town) degli Stati Uniti d'America della contea di Jerauld nello Stato del Dakota del Sud. La popolazione era di 59 abitanti al censimento del 2010.

## Geografia fisica
Lane è situata a 44°04′09″N 98°25′33″W (44.069148, -98.425917).
Secondo lo United States Census Bureau, la città ha una superficie totale di 1,2 km², dei quali 1,2 km² di territorio e 0 km² di acque interne (0% del totale).
A Lane è stato assegnato lo ZIP code 57358 e lo FIPS place code 35780.

## Storia
Lane fu progettata nel 1903, e deve il suo nome in onore di T. W. Lane, uno dei primi coloni.

## Società

### Evoluzione demografica
Secondo il censimento del 2010, la popolazione era di 59 abitanti.

### Etnie e minoranze straniere
Secondo il censimento del 2010, la composizione etnica della città era formata dal 100% di bianchi, lo 0% di afroamericani, lo 0% di nativi americani, lo 0% di asiatici, lo 0% di oceanici, lo 0% di altre razze, e lo 0% di due o più etnie. Ispanici o latinos di qualunque razza erano il 3,39% della popolazione.